# جوستين سترونج
جوستين سترونج هو سياسي كندي، ولد في 21 أغسطس 1882، وتوفي في 16 نوفمبر 1950.